# Forever Young (film 2016)
Forever Young è un film del 2016 diretto da Fausto Brizzi e co-sceneggiato dallo stesso Brizzi con Marco Martani ed Edoardo Falcone. È uscito nelle sale cinematografiche il 10 marzo 2016.

## Trama
L'avvocato Franco è un adrenalinico settantenne, appassionato praticante di sport e di maratona in particolare. Un giorno, mentre gioca a tennis, viene colto da un malore ed è consigliato dal medico di riposarsi e cessare l'attività fisica, tanto da giurare alla figlia Marta e al genero Lorenzo, entrambi violinisti, di smettere con lo sport. Lorenzo però poco dopo lo scopre ancora a correre in vista della maratona e decide di dire tutto a Marta;  Franco lo ferma e gli promette che accetterà tutto quello che farà il genero in futuro a patto che lui non dica nulla a sua figlia Marta. Franco dunque continua ad allenarsi per la maratona e nel frattempo migliora il suo rapporto con Lorenzo, che lo segue nel suo allenamento. Lorenzo, incoraggiato da Franco, decide di tentare l'audizione per passare da secondo violino a primo violino. Il giorno della prova è però lo stesso della maratona e Lorenzo, intimidito, decide di andare a vedere la gara rinunciando all'audizione. Inaspettatamente, Franco decide di non correre per paura di non poter vedere il proprio nipotino crescere, viste le sue condizioni mediche. I due vanno al teatro dell'audizione, con la complicità di Marta, a cui dicono tutto, che porta il violino. Lorenzo però non passa, meritandosi comunque i complimenti dal direttore dell'orchestra. Franco dunque capisce che è costretto a diventare nonno, anche se non vuole perdere la sua passione per lo sport e per la maratona.
Angela è un'estetista di 48 anni e insieme alla sua migliore amica Sonia gestisce un centro benessere a Roma. Sonia è divorziata da Diego, ha un figlio di nome Luca e continua a godersi la vita andando in discoteca e divertendosi con i più giovani, mentre Angela è tuttora single. Angela decide di trovarsi un "toyboy" su suggerimento della sua migliore amica e si imbatte in un ragazzo ventenne che va all'università, conosciuto una sera quando lui le consegna la pizza a casa. Angela rivela l'incontro a Sonia, la quale però scopre che il ventenne con cui ha una relazione è proprio suo figlio Luca. Angela, anche se innamorata, nota la differenza di età e i malumori dell'amica contraria a questo fidanzamento, e decide di lasciare Luca.
Diego è un noto DJ radiofonico di mezza età, divorziato da Sonia e padre di Luca. Un giorno viene avvisato dal capo della radio nonché migliore amico Giorgio che sarà affiancato nel suo programma da Nick, un promettente quanto prepotente youtuber sbarcato nel mondo radiofonico. Diego non ci sta e lascia la sua storica radio. Mentre cerca invano di trovare una nuova sistemazione, continua a insultare telefonicamente sotto falso nome Nick. Giorgio, vista la situazione, decide di riassumere Diego e affidargli un programma nuovo in radio assieme a Nick.
Giorgio è un cinquantenne capo della radio di Diego e suo migliore amico, e vive con la sua compagna di 22 anni di nome Marika, studentessa universitaria. Giorgio un giorno va dalla sua fisioterapista di 48 anni Stefania e scopre di avere molte cose in comune con lei, tra cui la passione per la musica anni '80 e un cane. Giorgio si innamora di lei e inizia a intrattenere una relazione clandestina con Stefania, facendole credere di essere single. Una sera Giorgio viene invitato dall'amico Franco a un concerto di Beethoven e decide di portare Stefania poiché Marika deve studiare per un esame. Marika però lo raggiunge e Giorgio, grazie a un po' di fortuna, limita i danni, facendo passare agli occhi di Stefania Marika per sua figlia. Marika socializza con Stefania e la invita a casa loro alla festa dei 50 anni di Giorgio. Quest'ultimo è costretto a cancellare l'invito di Stefania, dicendole che non ci sarà più la festa. Stefania però arriva da Giorgio, che nel frattempo sta festeggiando con Marika e i suoi amici, per passare lo stesso la serata insieme, e questi è costretto ad "affittare" per un'ora la casa del vicino Ingegner Fracassi, poiché a casa sua è in corso la festa. Il gioco però non regge poiché Giorgio non riesce a "sdoppiarsi", e Stefania scopre che Giorgio non è single e che quella che pensava fosse sua figlia Marika è in realtà la giovane fidanzata. Stefania lo congeda malamente e Giorgio rimane nel suo vuoto alla festa, facendo finta che non sia successo niente.

## Produzione
Le riprese del film si sono svolte a Roma per 7 settimane nei mesi di ottobre e novembre 2015.

## Colonna sonora
La canzone originale del film, Sangue e vita, è stata composta e interpretata dai Santa Margaret. Nel film è presente una cover di Forever Young degli Alphaville, cantata da Nina Zilli.

## Cameo
Nel film interpretano dei piccoli ruoli Nino Frassica, Riccardo Rossi, gli Zero Assoluto e Anna Pettinelli.